# Comité Olímpico de Alemania Oriental
En 1951 se funda el Comité Olímpico Nacional de Alemania Oriental (en alemán: Nationales Olympisches Komitee, NOK), que será rechazado por el COI con el argumento de que deberá integrarse en un único comité para ambas Alemanias. Este rechazo se producirá repetidamente. En los Juegos Olímpicos de invierno de Grenoble 1968 toman parte por primera vez dos equipos nacionales alemanes.

## Lista de Presidentes del Comité Olímpico de Alemania Oriental
- Kurt Edel (1951–1955)
- Heinz Schöbel (1955–1973)
- Manfred Ewald (1973–1990)
- Günther Heinze (1990)
- Joachim Weiskopf (1990)

- Datos: Q8313786
- Multimedia: Nationales Olymisches Komitee der DDR / Q8313786